# Géographie du Cambodge
 (septembre 2014).
Si vous disposez d'ouvrages ou d'articles de référence ou si vous connaissez des sites web de qualité traitant du thème abordé ici, merci de compléter l'article en donnant les références utiles à sa vérifiabilité et en les liant à la section « Notes et références ».
Pays d'Asie du Sud-Est, le Cambodge est entouré par la Thaïlande, le Laos et le Viêt Nam. Sa superficie est de 181 035 km2 et sa bordure maritime, longue de 443 km, donne sur le golfe de Thaïlande. Il est situé dans la péninsule indochinoise.

## Introduction
Son territoire est situé entièrement dans une zone climatique intertropicale ; son extrémité sud est à peine à 11º au-dessus de l'Équateur.
De forme plus ou moins carrée, il est entouré de trois pays : au nord par la Thaïlande et le Laos, à l'est et au sud-est par le Viêt Nam, et à l'ouest et au sud-ouest par la Thaïlande et son golfe homonyme.
Le Cambodge est surtout constitué de plaines légèrement accidentées. Les repères géographiques les plus importants sont le fleuve Mékong et le lac Tonlé Sap, presque au centre du pays, et qui communique avec le fleuve sus-nommé.
Son climat est un climat de mousson, les saisons sèches et des pluies étant d'environ la même longueur. La température et l'humidité sont généralement constantes durant toute l'année.
La forêt tropicale recouvre environ deux-tiers du pays, mais diminue d'année en année, et ce, à cause de l'agriculture sur brûlis et de l'extension des plantations.

## Topographie
Le Cambodge est situé dans plusieurs régions géographiques bien définies. La plus grande partie du pays, environ 75 %, se trouve dans le bassin du Tonlé Sap et les basses terres du Mékong. Au sud-est de ce grand bassin commence le delta du Mékong, qui s'étend au sud du Viêt Nam et débouche dans la mer de Chine méridionale. Le bassin et le delta sont bordés de chaînons montagneux au sud-ouest (les monts des Cardamomes - Phnum Kravanh et la chaîne de l'Éléphant - Phnom Damrey (en)), et au nord (Monts Dângrêk). Le nord-est et l'est, à une altitude un peu plus élevée, se confondent avec les hautes terres centrales du sud du Viêt Nam (Cordillère annamitique). La région du Mondol Kiri a une altitude moyenne de 800 mètres et culmine au Phnum Nam Lier à 1 078 mètres.
La région bassin du Tonlé Sap-basses terres du Mékong est constituée de plaines d'une altitude ne dépassant généralement pas les 100 m. Le terrain devient plus ondulé au fur et à mesure que l'altitude monte.
Les monts Cardamomes (Phnum Kravanh) dans le sud-ouest sont généralement orientés nord-ouest-sud-est et s'élèvent à plus de 1 500 m. Ils culminent au Phnum Aoral, l'altitude maximale du Cambodge à 1 813 mètres, qui se situe à l'est de ce chaînon. Deux autres sommets culminent à plus de 1 700 mètres.
Le chaînon de l'Éléphant (Phnom Damrey), une extension des monts Cardamomes qui s'étend au sud et sud-est, s'élève de 500 à 1 000 m et culmine au Phnum Bokor à 1 079 mètres. Ces deux chaînons sont bordés à l'ouest par une étroite plaine côtière incluant la baie de Kampong Saom (aujourd'hui Sihanoukville), qui fait partie de la mer de Chine méridionale. La région était plutôt isolée jusqu'à la création du Port de Sihanoukville et la construction d'une route et de la voie ferrée connectant Sihanoukville à Kampot, Takeo et la capitale, Phnom Penh dans les années 1960.
Les monts Dângrêk à l'extrême nord du bassin du Tonlé Sap consistent en un terrain qui s'élève assez abruptement, avec une altitude moyenne de 500 m, culminant sur la frontière thaïe à 671 mètres. Ces monts forment l'extrême sud du plateau de Khorat en Thaïlande. Le bassin fluvial tout au long des monts forme la frontière entre la Thaïlande et le Cambodge. La route principale passe par un col à O Smach et relie le nord-ouest du Cambodge à la Thaïlande. Malgré cette route et d'autres, moins importantes, les monts compliquent la communication entre les deux pays. Toutefois, entre l'ouest des monts Dângrêk et le nord des monts Cardamome se trouve une extension du bassin du Tonlé Sap qui se confond avec les basses terres de la Thaïlande, permettant ainsi l'accès de part et d'autre de la frontière.
La vallée du Mékong, l'artère principale entre le Laos et le Cambodge, sépare l'est des monts Dângrêk des hautes terres du nord-est (Cordillère annamitique). Le sommet de la province de Rotanah Kiri est situé sur la frontière avec le Viêt Nam (1 647 mètres).

## Climat

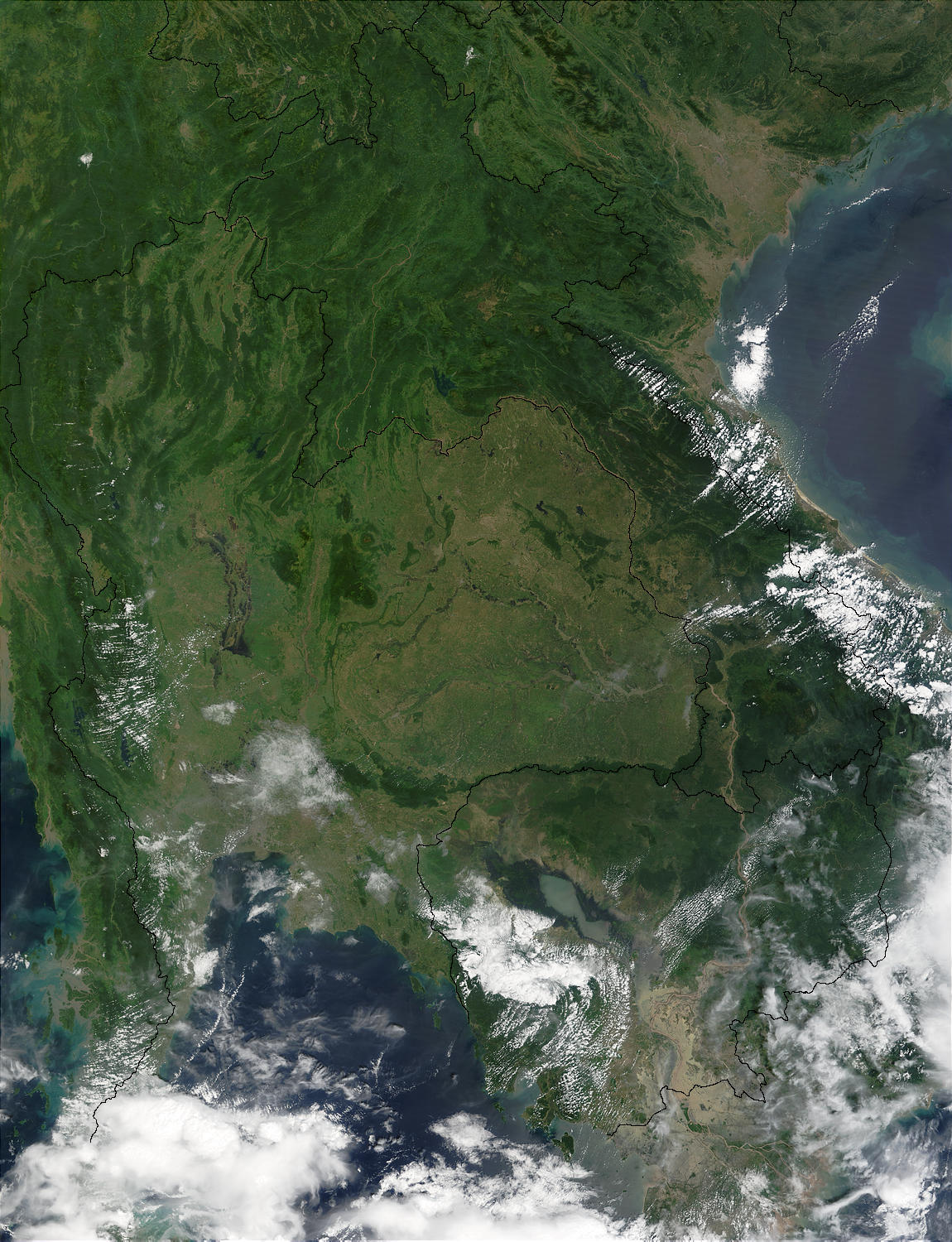
Inondations en Cambodge et Thaïlande

Le climat du Cambodge est dominé, comme dans le reste de l'Asie du Sud-Est, par les moussons, qui provoquent les saisons dites « sèches » et « des pluies ». Les vents des moussons sont créés par la pression haute et la pression basse alternant au-dessus de l'Asie centrale. En été, l'air humide des moussons du sud-ouest, auparavant sur l'océan Indien, s'approche de la péninsule indochinoise. Cette situation est inversée pendant l'hiver, où les moussons du nord-est passent avec de l'air sec. Les moussons du sud-ouest durent de la mi-mai à la mi-septembre ou début d'octobre, tandis que les moussons du nord-est s'étendent de novembre à mars. Le tiers sud du Cambodge voit une saison sèche d'environ deux mois, tandis que les deux-tiers au nord en voient une de quatre mois. De courtes périodes de transition interviennent entre les deux moussons, marquées par une humidité variée et une température plus ou moins constante.
Les températures sont plus ou moins uniformes sur tout le bassin du Tonlé Sap, avec peu de variations de la moyenne annuelle de 25 °C. La moyenne maximale est de 28 °C, la moyenne minimale, de 22 °C. Des températures maximales de plus de 32 °C sont toutefois assez courantes, montant à plus de 38 °C dans la période juste avant le début de la saison des pluies. Les températures minimales ne baissent que rarement en dessous du seuil des 10 °C. Janvier est le mois le plus froid, et avril le plus chaud. Les typhons qui dévastent souvent la côte vietnamienne ne font que de rares dégâts au Cambodge.
La moyenne annuelle des précipitations est comprise entre 100 et 150 cm ; le sud-est voit le plus de pluie. Dans le bassin du Tonlé Sap la moyenne est comprise entre 130 et 190 cm annuels, mais le chiffre varie d'année en année. Les précipitations augmentent avec l'altitude ; elles sont plus élevées sur la côte, qui reçoit de 250 à plus de 500 cm par an, la plus grande partie lors des moussons du sud-ouest. Toutefois, cette région draine à la mer ; peu de précipitations abondantes vont dans les rivières du bassin. L'humidité est relativement intense la nuit toute l'année, le plus souvent à plus de 90 %. Pendant la journée dans la saison sèche l'humidité est de 50 % ou un peu moins ; elle peut aller jusqu'à 60 % pendant la saison des pluies.

## Hydrographie
La plupart des grands fleuves et bassins hydrographiques, sauf dans le cas des petits fleuves, drainent vers le Tonlé Sap ou le Mékong. Les monts Cardamomes et le chaînon de l'Éléphant forment une barrière entre les deux grands bassins fluviaux. À l'est, les fleuves vont au Tonlé Sap, et à l'ouest ils vont au golfe de Thaïlande. Le côté est du sud des monts abrite toutefois quelques petits fleuves qui vont au sud.
Le Mékong coule du sud de la frontière Cambodge-Laos jusqu'à quelques kilomètres en aval de la ville de Kratie, où il tourne à l'ouest pour 50 km avant d'aller au sud-ouest en direction de Phnom Penh. Il existe beaucoup de sauts en amont de Kratie. Après Kompong Cham la pente du fleuve s'atténue doucement, provoquant des inondations de juin à novembre. À Phnom Penh on trouve une intersection de quatre fleuves appelée Chaktomuk (« quatre visages »). Le Mékong y vient du nord-est et le Tonlé Sap (un fleuve déversoir du lac Tonlé Sap) du nord-ouest. Ils se séparent en deux fleuves parallèles, le Mékong et le Bassac : tous deux vont, indépendamment, trouver leurs embouchures dans la mer de Chine méridionale.
L'eau du fleuve Tonlé Sap varie en débit et en direction selon la saison. En septembre ou octobre le Mékong, saturé par les pluies des moussons, s'agrandit au point où son delta ne peut plus contenir l'énorme volume d'eau. L'eau est donc poussée au nord, au Tonlé Sap, augmentant la taille du lac de 2 590 à 24 605 km2 au plus fort des inondations. Quand le delta du Mékong peut à nouveau contenir l'eau, début novembre, l'eau reprend sa direction normale et sort du lac débordé. Ce phénomène d'inversion donne lieu aux festivités de la Fête de l'Eau (Bon Om Touk), notamment à Phnom Penh.
Quand l'eau sort du Tonlé Sap elle y laisse une nouvelle couche de sédiments. Les inondations annuelles, avec le drainage insuffisant aux alentours du lac, transforme la région en un vaste marais inutilisable pendant la saison sèche. Les sédiments déposés dans le lac pendant les inondations semblent être plus nombreux que ceux que le Tonlé Sap ramène à la mer de Chine méridionale. Le lac serait donc en train de se remplir de sédiments : la profondeur moyenne n'est que de 1,5 m en temps normal tandis qu'elle atteint les 10 ou 15 mètres pendant les inondations.

## Divisions régionales

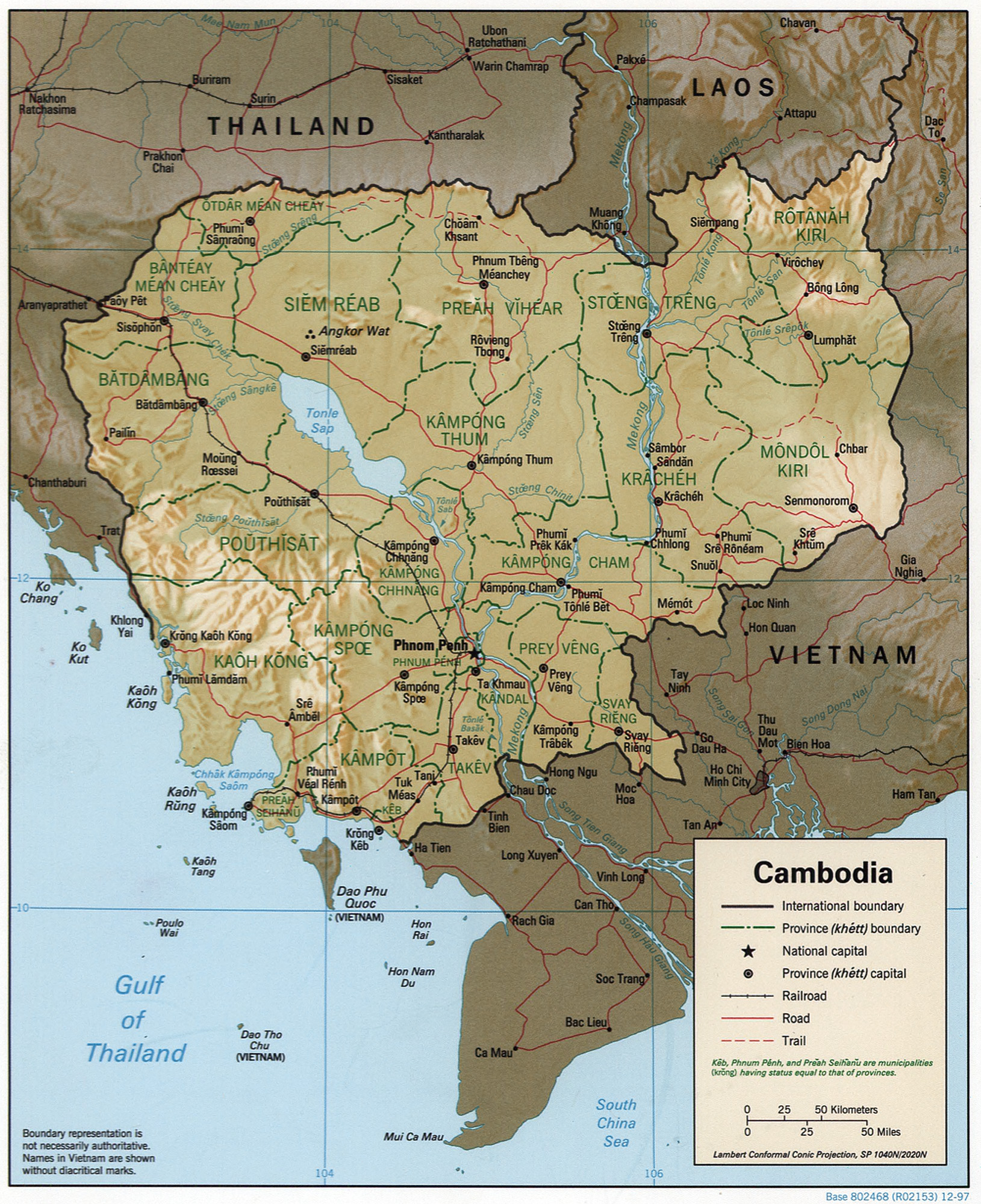
Carte détaillée

Les frontières du Cambodge ont été délimitées par les Français et les pays voisins pendant la période coloniale. La frontière avec la Thaïlande, longue de 803 km, ne coïncide avec une frontière naturelle qu'au nord, avec le bassin fluvial des monts Dângrêk. La frontière avec le Laos (541 km) et le Viêt Nam (1 228 km) sont largement le résultat des divisions administratives coloniales. Il y a eu des conflits territoriaux avec la Thaïlande (Guerre franco-thaïlandaise entre autres) ainsi qu'avec le Viêt Nam.

## Statistiques
Superficie :
- total : 181 040 km2
- terre : 176 520 km2
- eau : 4 520 km2

Revendications maritimes :
- zone contiguë : 24 nm
- plateau continental : 200 nm
- zone économique exclusive: 200 nm
- mer territoriale: 12 nm

### Usage et ressources de la terre
Ressources naturelles : bois, pierres précieuses, un peu de fer, manganèse, phosphates, potentiel hydroélectrique
Exploitation du sol :
- terres arables : 13 %
- cultures permanentes : 0 %
- pâturages permanents : 11 %
- forêts : 66 %
- autre : 10 % (est. 1993)

Terres irriguées : 920 km2 (est. 1993)

## Environnement
Catastrophes naturelles : moussons, inondations, sécheresses occasionnelles.
Problèmes environnementaux : déforestation illégale sur tout le territoire et l'activité minière à l'ouest sur la frontière avec la Thaïlande ont provoqué une diminution de la biodiversité (en particulier aux mangroves, détruisant des régions de pêche) ; érosion de la terre ; dans les régions rurales peu d'accès à l'eau potable ; l'épandage de déchets toxiques en provenance de Taïwan a provoqué des troubles dans la région du port de Kampong Saom (Sihanoukville) en décembre 1998.
Traités internationaux sur l'environnement :
- Ratifiés : biodiversité, changement climatique, désertification, espèces en voie de disparition, conservation de la vie marine, pollution des navires (MARPOL 73/78), bois tropical 94, marais.
- Signés mais non ratifiés : droit de la mer, marine dumping.